# Халтгрин, Кара Спирс
Кара Спирс Халтгрин (англ. Kara Spears Hultgreen; 5 октября 1965 — 25 октября 1994) — лейтенант Военно-морских сил США, первая в истории ВМС США женщина-пилот палубного истребителя и первая в история женщина-пилот палубного истребителя, погибшая в авиакатастрофе.

## Биография
Кара Халтгрин родилась в Гринуиче, штат Коннектикут. Её детство прошло в Чикаго и Торонто (Канада), куда её отец переехал по делам бизнеса. В 1976 году родители развелись. В 1981 году Халтгрин вместе с матерью вернулась в США, и они поселились в Сан-Антонио. После окончания школы неудачно попыталась поступить в Академию ВМС. В дальнейшем она училась в Университете Техаса, окончила Школу офицеров-кандидатов авиации ВМС. Пройдя лётную подготовку, она была допущена к полётам на самолёте радиоэлектронной борьбы EA-6A. Однако её мечтой было пилотировать боевой самолёт.
В 1991 году Конгресс США допустил женщин-военнослужащих к участию в боевых действиях, однако в военно-морских силах эта политика начала реализовываться только в 1993 году. В июне 1993 года Кара Халтгрин приступила к освоению палубного перехватчика F-14 «Томкэт». Она потерпела неудачу при первой попытке получить авианосную квалификацию. Со второй попытки в июле 1994 года она была допущена к полётам с авианосца, тем самым войдя в историю ВМС США как первый лётчик-истребитель женского пола. Она была приписана к 213-й истребительной эскадрилье «Чёрные львы» (VF-213 Black Lions) на борту авианосца USS Abraham Lincoln (CVN-72) («Авраам Линкольн»). Её обычным позывным был «Hulk», однако после телевизионного интервью, в котором она появилась заметно накрашенной, за ней закрепился позывной «Revlon» (известная фирма-производитель косметики).

## Смерть
В конце октября 1994 года «Авраам Линкольн» вышел из порта Сан-Диего в море. 25 октября лейтенант Халтгрин выполняла обычный учебный полёт на F-14A (серийный номер 160390, килевой код NK). При заходе на посадку на авианосец у самолёта произошёл помпаж левого двигателя. Халтгрин прекратила посадку, но не справилась с управлением, и самолёт упал в воду. Оператор бортовой РЛС лейтенант Мэттью Клемиш инициировал процедуру катапультирования для себя и пилота; он благополучно катапультировался, но автоматическое катапультирование Халтгрин произошло чуть позднее, в тот момент, когда самолёт находился в перевёрнутом положении, и она погибла при ударе о воду.
ВМС США провели операцию стоимостью 100 тыс. долларов по подъёму тела Халтгрин и разбившегося самолёта с глубины примерно 1100 м (3600—3700 футов). Тело было поднято на поверхность 12 ноября, а самолёт — в декабре 1994 года. Лейтенант Халтгрин была похоронена с воинскими почестями на Арлингтонском национальном кладбище.
В 1998 году её мать Салли Спирс опубликовала книгу Call Sign Revlon: The Life and Death of Navy Fighter Pilot Kara Hultgreen.

## Расследование
Кара Халтгрин получила известность ещё при жизни, и её смерть всего через три месяца после получения квалификации лётчика-истребителя только подогрела споры о допуске женщин к пилотированию боевых самолётов. 28 февраля 1995 года были опубликованы официальные результаты расследования катастрофы — основной причиной был назван отказ двигателя. Вице-адмирал Роберт Спэн, командующий авиацией ВМС на Тихом океане, заявил, что при реконструкции катастрофы на лётном тренажёре восемь из девяти пилотов-мужчин не сумели справиться с аналогичной ситуацией. Однако существовала и иная версия, возлагавшая вину за катастрофу на Халтгрин. В марте 1995 года неизвестный источник в ВМС предоставил ведущим американским средствам массовой информации копии внутреннего расследования происшествия, не предназначавшегося для открытой публикации. Из этого отчёта следовало, что помпаж двигателя был вызван ошибочными действиями лейтенанта Халтгрин. По мнению ряда пилотов F-14, катастрофы можно было избежать, если бы Халтгрин своевременно выполнила соответствующие аварийные инструкции. Журналист Роберт Колдуэлл, проведя собственное расследование, пришёл к выводу, что во время реконструкции на лётном тренажёре (когда восемь из девяти пилотов не справились с ситуацией) лётчикам было запрещено действовать по этим аварийным инструкциям. Звучали предположения, что ВМС поспешили отправить в боевые подразделения женщин-пилотов с недостаточной подготовкой, чтобы сгладить последствия громкого скандала, произошедшего на симпозиуме ассоциации военно-морских пилотов «Тэйлхук» в 1991 году, когда многие присутствовавшие женщины подверглись сексуальным домогательствам (кстати, Халтгрин также присутствовала на симпозиуме и дала отпор пристававшему к ней лётчику).
С гибелью Халтгрин также связан скандал вокруг другой женщины-пилота на борту «Авраама Линкольна», лейтенанта Кэри Лоренц. В 1995 году Лоренц была отстранена от полётов, возможно, в связи с обвинениями в недостаточной подготовке её и Халтгрин, высказанными директором частной организации Center for Military Readiness Элайн Доннелли. В дальнейшем Лоренц (которой в 1997 году разрешили вернуться к лётной работе, но не на авианосцах) подала в суд на ВМС, обвинив их в сексизме, и на Доннелли, обвинив её в клевете. Военно-морские силы урегулировали дело во внесудебном порядке, заплатив Лоренц 150 тыс. долларов, а иск против Доннелли был отклонён.